# 58 aC
El 58 aC fou un any del calendari romà prejulià.

## Esdeveniments

### Àsia
- Jumong es converteix en el 7è governant de Bukbuyeo.

### Egipte
- Berenice IV es converteix en reina d'Egipte.

### República Romana
- Luci Calpurni Pisó Cesoní i Aule Gabini són cònsols.
- Xipre passa a formar part d'una província romana.
- Guerra de les Gàl·lies:
  - Juli Cèsar derrota als tigurins en la batalla de l'Arar.
  - Juli Cèsar derrota als helvecis en la batalla de Bibracte.
  - Juli Cèsar derrota als germànics encapçalats per Ariovist en la batalla dels Vosges.

## Naixements
- Lívia Drusil·la, segona dona d'August.

## Necrològiques
- Go Museo, 6è governant de Bukbuyeo.